# Andrés Pérez de Herrasti
Andrés Perez de Herrasti (Granada, 6 de marzo de 1750-Barcelona, 24 de enero de 1818), fue un general español. Se le conoce por haber dirigido la defensa de Ciudad Rodrigo durante el sitio de los franceses a la ciudad en 1810.

## Biografía

### Origen y carrera militar
Andrés Pérez de Herrasti nació el 6 de marzo de 1750 en Granada en el seno de una familia aristocrática. Su padre era descendiente de Domingo Pérez de Herrasti, caballero participante en la toma de Granada de 1492 y su madre contaba entre sus ancestros a Hernán Pérez del Pulgar, que también fue caballero al servicio de los Reyes Católicos. En 1762 el joven Andrés entró como cadete en el regimiento provincial de Granada, que abandonó en 1764 para ingresar en el regimiento de la Guardia Real española.
En 1775 participó en su primera acción militar: la expedición a Argel que acabó resultado un desastre y en el curso de la cual resultó herido. Ascendió a teniente en 1776, y tomo parte sucesivamente en el sitio de Gibraltar de 1779-83 y después en el de Orán de 1791. Oficial competente y valeroso fue tenido en alta estima por sus superiores que lo consideraron para el ascenso. Se convirtió en coronel de su regimiento. Fue hecho prisionero por los franceses en mayo de 1794 en el curso de la guerra del Rosellón. Años después lucha a su lado y contra Portugal durante la guerra de las Naranjas, en especial en los combates de Jarde y de Villaviciosa. Después de 1795 pasa a ocupar el puesto de general de brigada del ejército español.

### Durante la guerra de la Independencia
A principios de 1808, la tensión que enfrentaba al rey de España Carlos IV y a su hijo Fernando, príncipe de Asturias y la impopularidad del primer ministro Manuel Godoy condujeron al motín de Aranjuez del 17 de marzo, un golpe orquestado por las élites del país para forzar al rey a abdicar. En medio de este acontecimiento histórico el primer batallón de la Guardia Real mandado por Pérez de Herrasti arrestó a Godoy. Ello precipitó la accesión al trono del príncipe Fernando antes de que la injerencia de Napoleón acabara con la familia real en sus manos y con el control francés del país.
Pérez de Herrasti y su batallón no participaron en el levantamiento del dos de mayo de 1808. Pasaron a formar parte del ejército del centro (mandado por el general Castaños) y lucharon en la batalla de Tudela el 23 de noviembre. Aunque el enfrentamiento concluyó con una derrota española, Pérez de Herrasti se distinguió por su valor el día de Navidad en Tarancón donde, con 300 hombres plantó a cara a los dragones del general Perreimond. Fue ascendido a mariscal en 1809 como recompensa por este éxito.
El 15 de marzo de 1809, transferido al cuerpo del marqués de La Romana con cuartel general en Gijón, hizo viaje hasta Cádiz y tomó el barco para llegar a su destino pero entretanto la ciudad cayó en manos de los franceses y tuvo que volver atrás y solicitar un nuevo destino. Finalmente el general pasó al ejército del duque del Parque y con él participó en la victoria española de Tamames el 18 de octubre. Dos días después se convirtió en gobernador de Ciudad Rodrigo. Pérez de Herrasti dirigió la defensa de dicha plaza del sitio realizado entre el 26 de abril y el 9 de julio de 1810 por tropas francesas y comandadas  por el mariscal de campo Michel Ney. Las tropas francesas estaban compuestas por 65.000 miembros, mientras la guarnición defensora de la ciudad eran 5500 españoles.